# Lampshade
Lampshade var ett dansk/svenskt indiepop- och postrocksband, med bas i Odense och Malmö, som existerade från slutet av 1990-talet till år 2009 då man tog paus på obestämd tid. Bandet gav ut tre studioalbum och ett antal EP:s och turnerade under början av 2000-talet i framförallt norra Europa. 2006 kom filmen "Dreams through wind", som handlar om bandets turnéliv och drömmar om framtiden.

## Biografi

### Medlemmar
- RebekkaMaria
- Johannes Dybkjaer-Andersson
- Martin Vad Bennetzen
- Daniel Löfgren
- Erik Nylén
- Henric Claesson
- Rebecka Wållgren
- Adam Jacobsson
- Morten Mygind Pedersen

## Diskografi

### Adorable void?
1. Adorable void? (2002)
2. Presence
3. Outro

### 3P (2002)
1. Stockholm
2. Within symmetry
3. As I left the room
4. Adorable void? (remix)

### because trees can fly (2003)
1. He is right in my Mirage
2. Clean
3. Because trees can fly
4. Angel in Stockholm
5. Come on in
6. Within Symmetry
7. As I left the room
8. Adoreable void?
9. Raindrops
10. Plakka Plakka
11. the Hug
12. Treasure is

### let's away (2006)
1. Come closer
2. New legs
3. By and by I come
4. it's OK
5. Silver
6. In the Woods
7. Fjäril (med Damien Jurado)
8. We'll be fine
9. Joy
10. Disse Fugle
11. Feather of lead
12. Tonight I will retire

### stop pause play (2009)
1. the Rest
2. 123 - lalala - Take it back
3. Silkesår (med Teitur)
4. Neon people
5. Architecture wounds

## Fotnoter
1. ↑  gaffa.dk/nyhed/31112
2. ↑  gaffa.dk/artikel/8259
3. ↑  gaffa.dk/anmeldelse/25630
4. ↑  nyheter24.se/filmtipset/film/dreams-through-wind.html